# Salvatore Masiello
Pour les articles homonymes, voir Masiello.
Salvatore Masiello (né le 31 janvier 1982 à Naples) est un footballeur italien évoluant au poste d'arrière gauche.

## Biographie
Salvatore Masiello fait ses premières armes au Venezia, où il va découvrir la Serie B lors de la saison 2000-01, en entrant en jeu lors de la 28e journée, le 29 avril 2001, à l'occasion du match perdu face à Piacenza (0-1). Ce sera son unique match de la saison. Le club, 4e, obtient la promotion en Serie A. 
Il passe lors de la saison 2001-02 à l'AC Lumezzane en Serie C1 où il ne prend part qu'à un petit match, tandis que le club termine 7e. Il devient toutefois titulaire la saison suivante, participant à 17 matchs et marquant 1 but. En janvier 2003, il passe à l'US Palerme. Masiello ne joue que 2 matchs et le club, 5e, frôle la montée dans l'élite. Il l'obtiendra dès la saison suivante, remportant en prime le championnat. Masiello est un remplaçant de qualité : il prend part à 18 rencontres.
Masiello reste en Serie B la saison suivante, à Piacenza. C'est là qu'il va disputer sa première saison pleine en tant que titulaire : il prend part à 39 rencontres et marque 6 buts, tandis que le club termine le championnat en milieu de tableau. De retour à l'US Palerme la saison suivante, il y fait ses débuts dans l'élite. Il ne prendra toutefois part qu'à 2 rencontres de championnat mais y fera ses débuts en compétition continentale, en Coupe de l'UEFA. En janvier, il signe à l'Udinese Calcio où il ne jouera toutefois qu'un seul match de championnat, en entrant en jeu le 29 janvier 2006 contre la Fiorentina.
L'Udinese Calcio l'envoie alors en prêt à l'ACR Messine : il va y disputer sa première saison en tant que titulaire dans l'élite, s'imposant au milieu de terrain. Il jouera 36 matchs pour 1 but, ne pouvant éviter toutefois la calamiteuse saison du club qui, 20e, descend en Serie B. Il est à nouveau prêté la saison suivante, au Vicence Calcio, en Serie B cette fois : il y dispute 39 matchs pour 4 buts, tandis que le club, 17e, flirte avec la Serie C1.
Lors de la saison 2008-09, il passe en copropriété à l'AS Bari, toujours en Serie B, sous les ordres d'Antonio Conte. Masiello fait une bonne première partie de championnat, où il dispute 16 matchs avant d'être retiré de l'effectif par l'entraîneur, qui n'accepte pas certains écarts de conduite, à partir de février. L'AS Bari remporte le championnat de Serie B et Salvatore Masiello reste au club pour la saison 2009-10, sous les ordres cette fois-ci de Giampiero Ventura. Souvent titulaire sur le flanc gauche de la défense, il joue 28 matchs et marque pour l'instant son unique but en Serie A le 14 février 2010 contre le Cagliari Calcio.
Salvatore Masiello peut jouer tant en latéral défensif qu'offensif.

## Palmarès
- 2 championnats de Serie B : 2003-2004 avec l'US Palerme  et 2008-2009 avec l'AS Bari